# Bring On the Night (Buffy the Vampire Slayer)
Bring on the Night es el décimo episodio de la séptima temporada de la serie de televisión Buffy la cazavampiros. El episodio fue traducido para América Latina como Comienza la Noche y en España como Los portadores de la noche.

## Argumento
Los scoobies buscan información de El Primero pero no logran conseguir nada. Buffy (Sarah Michelle Gellar) recibe un libro de su madre (Kristine Sutherland), quien le advierte que si quiere derrotar a ese mal tiene que descansar, pero Buffy sabe que la visión de su madre no es real, sabe que es El Primero tomando la forma de ella. Luego Xander (Nicholas Brendon) la despierta y ella se da cuenta de que estaba soñando. En una cueva, Spike (James Marsters) es torturado por un vampiro mientras es observado por El Primero, quien tomó la forma de Drusilla (Juliet Landau).
En casa de las Summers, Andrew (Tom Lenk) es interrogado sobre El Primero. Él guía a la pandilla hasta el sótano de la escuela donde consiguen el sello donde salió el Turok-han. El grupo vuelve a enterrar el sello y, a la salida, Buffy y Dawn (Michelle Trachtenberg) se encuentran con el Director Wood (D.B. Woodside), quien también carga una pala en sus manos. Ambos esquivan la conversación y se marchan cada quien por su cuenta.
En la casa, Willow (Alyson Hannigan) intenta hacer un hechizo para localizar al Primero pero no sale como lo planea y sin querer ataca a Anya (Emma Caulfield). Buffy ayuda a Anya mientras Xander rompe un envase que estaba siendo usado en el ritual para que el hechizo se rompa. Willow tiene miedo de volver a lastimar a sus amigos y Buffy le pide que no haga más magia. En ese momento llega sorpresivamente Giles (Anthony Stewart Head) y trae consigo a Kennedy (Iyari Lemon), Molly (Clara Bryant) y Annabelle (Courtnee Draper), tres potenciales cazadoras. Giles les informa que El Primero planea eliminar a todas las Potenciales cazadores y a las dos Cazadoras activas, Buffy y Faith. También les indica que El Primero no puede tomar forma sólida, y que sólo puede tomar la forma de las personas que han muerto.
Buffy y Giles salen en búsqueda de la cueva donde Buffy vio al Primero y a los Portadores, cuando de pronto cae al subsuelo donde se encuentra al Turok-han (Camden Toy). Después de una larga batalla, Buffy se da cuenta de que no puede derrotarlo ya que este vampiro no muere por estacas, pero la salida del sol si lo detuvo, por lo que pudo escapar seriamente lastimada.
En su trabajo, Buffy recibe una nueva visita de su madre. Joyce y Buffy hablan de la presencia del mal que está en todos lados y en la presión que tiene Buffy por no saber cómo enfrentar al Primero. De vuelta en la casa, todos se preparan para la inevitable llegada del ocaso y el peligro potencial que este podría trar. Las Potenciales reciben armas pero se dan cuenta de que Anabelle ha huido. La Potencial cazadora corre por las calles y pronto es asesinada por el gran vampiro. Buffy consigue el cuerpo de la chica y se encuentra con el Turok-han. Vuelven a pelear y el vampiro derrota a la cazadora, dejándola tirada bajo un grupo de escombros.
El Primero, en la forma de Drusilla, se molesta con Spike puesto que este no quiere colaborar. Debido a la fe que le tiene Buffy a Spike, él se siente suficientemente fuerte como para oponerse a los deseos de El Primero. En su casa y seriamente herida, Buffy escucha a sus amigos hablar de su condición y cómo el mal que se enfrentan parece ser demasiado para ella. Entonces ella se levanta, baja las escaleras, y da un discurso motivacional e inspirador: si El Primero quiere guerra, eso es lo que va a tener.

## Reparto
- Sarah Michelle Gellar como Buffy Summers.
- Nicholas Brendon como Xander Harris.
- Alyson Hannigan como Willow Rosenberg.
- Emma Caulfield como Anya Jenkins.
- Michelle Trachtenberg como Dawn Summers.
- James Marsters como Spike.

### Recurrentes
- Anthony Stewart Head como Rupert Giles.
- Kristine Sutherland como Joyce Summers.

### Estrellas Invitadas
- Tom Lenk como Andrew Wells.
- Iyari Limon como Kennedy.
- Clara Bryant como Molly.
- Courtnee Draper como Annabelle.
- Juliet Landau como El Primero/Drusilla.
- D.B. Woodside como el Director Wood.
- Camden Toy como Ubervamp.
- Chris Wiley como Roger.

## Detalles de la Producción